# Tombé sous le charme
 (août 2014).
Si vous disposez d'ouvrages ou d'articles de référence ou si vous connaissez des sites web de qualité traitant du thème abordé ici, merci de compléter l'article en donnant les références utiles à sa vérifiabilité et en les liant à la section « Notes et références ».
Singles de Christophe Maé
Un peu de blues
(2011) Je veux du bonheur
(2013)
Pistes de Je veux du bonheur
Ma douleur, ma peine Charly
Tombé sous le charme est le premier single de l'album Je veux du bonheur de Christophe Maé.